# Yodo
El yodo o iodo (del griego ιώδης, iodes, "violeta") es un elemento químico de número atómico 53 situado en el grupo de los halógenos (grupo VII (7)) de la tabla periódica de los elementos. Su símbolo químico es I, por la letra iota con la que empieza su nombre en griego. Es un no metal, es decir, no es un buen conductor del calor ni de la electricidad.
Este elemento puede encontrarse en forma molecular como yodo diatómico.
Es un oligoelemento (elemento químico presente en los seres vivos, en pequeñas cantidades) y se emplea principalmente en medicina, fotografía y como colorante. Químicamente, el yodo es el halógeno menos reactivo y electronegativo. Como con todos los otros halógenos, el yodo forma moléculas diatómicas y por ello forma el diyodo de fórmula molecular I2.

## Historia

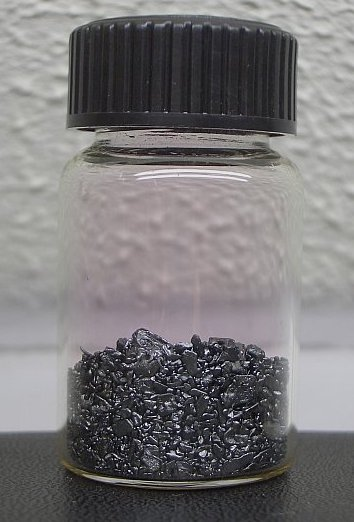
Muestra de yodo.

El yodo fue descubierto en 1811 por el químico francés y el fabricante de salitre Bernard Courtois en las cenizas de algas marinas. Fue nombrado por Gay Lussac en una publicación del 1 de agosto de 1814, a partir del iodes  del griego clásico (con reflejos violetas) debido al color de su vapor cuando se calienta.

## Características principales

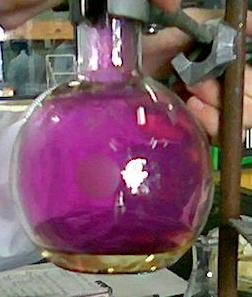
El yodo en estado gaseoso tiene una coloración violeta.

Al igual que todos los halógenos, forma un gran número de moléculas con otros elementos, pero es el menos reactivo de los elementos del grupo, y tiene ciertas características metálicas. Puede presentar diversos estados de oxidación: −1, +1, +3, +5, +7. Reacciona con el mercurio y el azufre.

## Compuestos

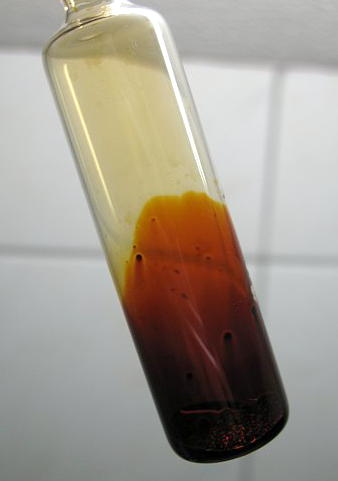
Cloruro de yodo.

- El yodo diatómico (I2) en una disolución de yoduro (I-) forma poliyoduros como el triyoduro, I3-, o el pentayoduro, I5-. También forma compuestos con otros haluros, por ejemplo el IF8-.
- En disolución acuosa puede presentar diferentes estados de oxidación. Los más representativos son el -1, con los yoduros, el +5 formando yodatos, y el +7, peryodatos (oxidante fuerte).
- El yoduro de hidrógeno (HI), se puede obtener por síntesis directa con yodo molecular e hidrógeno molecular, o bien con yodo molecular y un reductor.
- Los yodatos (IO3- pueden obtenerse a partir de yodo molecular con un oxidante fuerte).
- Algunos yoduros de metales pueden obtenerse por síntesis directa, por ejemplo: Fe + I2 → FeI2. Y a partir de este pueden obtenerse otros por sustitución.

## Isótopos
Hay 37 isótopos de yodo, pero solo el I-127 es estable. El radioisótopo artificial yodo-131 (un emisor beta y gamma) con un periodo de semidesintegración de 8 días se ha empleado en el tratamiento de cáncer y otras patologías de la glándula tiroidea.
El yodo-129 (con un periodo de semidesintegración de unos 16 millones de años) se puede producir a partir del xenón-129 en la atmósfera terrestre, o también a través del decaimiento del uranio-238. Como el uranio-238 se produce durante cierto número de actividades relacionadas con la energía nuclear, su presencia (la relación 129I/I) puede indicar el tipo de actividad desarrollada en un determinado lugar. Por esta razón, el yodo-129 se empleó en los estudios de agua de lluvia en el seguimiento del accidente de Chernóbil. También se ha empleado como trazador en el agua superficial y como indicador de la dispersión de residuos en el medio ambiente. Otras aplicaciones pueden estar impedidas por la producción de yodo-129 en la litosfera a través de un número de mecanismos de decaimiento.
En muchos aspectos el yodo-129 es similar al cloro-36. Es un halógeno soluble, relativamente no reactivo, existe principalmente como anión no solvatado, y se produce por reacciones in situ termonucleares y cosmogénicas. En estudios hidrológicos, las concentraciones de yodo-129 se dan generalmente como la relación de yodo-129 frente al yodo total (prácticamente todo yodo-127). Como en el caso de la relación 36Cl/Cl, las relaciones 129I/I en la naturaleza son bastante pequeñas, 10−14 a 10−10 (el pico termonuclear de 129I/I durante las décadas 1960 y 1970 alcanzó unos valores de 10−7). El yodo-129 se diferencia del cloro-36 en que su periodo de semidesintegración es mayor (16 frente a 0,3 millones de años), es altamente biofílico y se encuentra en múltiples formas iónicas (generalmente I- y yodatos) que tienen distinto comportamiento químico.

## Función biológica

Estructura de la tiroxina.

El iodo es un elemento químico esencial para la vida. La glándula tiroides fabrica las hormonas tiroxina y triyodotironina, que contienen yodo. Es requerido como elemento traza para la mayoría de los organismos vivientes.
Las hormonas tiroideas juegan un papel básico en la biología, actuando sobre la transcripción genética para regular la tasa metabólica basal. La deficiencia total de hormonas tiroideas puede reducir la tasa metabólica basal hasta un 50 %, mientras que en la producción excesiva de hormonas tiroideas pueden incrementar el metabolismo basal hasta un 100 %. La T4 actúa como un precursor de la T3, la cual es (con algunas excepciones menores) la hormona biológicamente activa, la acción de dichas hormonas es indispensable para el crecimiento y maduración del sistema nervioso central en la etapa prenatal y los primeros años de vida del ser humano, además de su crecimiento y desarrollo somático ulterior.

### Ingesta dietética recomendada
La Administración de Alimentos y Medicamentos (FDA) de Estados Unidos recomienda 150 microgramos de yodo por día tanto para hombres como mujeres. Esto es necesario para la producción propia de hormonas tiroideas. Las fuentes naturales de yodo incluyen productos del mar, como las algas y algunos peces, así como plantas que crecen en suelos ricos en yodo. Una de las algas más ricas en yodo es el alga parda, mientras que el bacalao, la lubina, el abadejo y la perca de mar son ricos en este mineral. La sal para el consumo diario es frecuentemente fortificada con yodo y se conoce como sal yodada.

### Deficiencia de yodo
En áreas alejadas del mar, donde hay poco yodo en la dieta, la deficiencia de yodo puede causar hipotiroidismo, cuyos síntomas incluyen fatiga extrema, bocio, retardo mental, depresión, ganancia de peso, disminución del metabolismo basal y disminución de la temperatura basal (hipotermia). En mujeres embarazadas puede producir abortos y deformidades fetales, así como retardo mental posterior en los niños. Existen dos enfermedades causadas por la deficiencia de yodo severa, estas son el cretinismo y el bocio.
- Cretinismo: en el caso de que se produzca deficiencia de yodo durante la infancia, se puede originar cretinismo, en donde se produce un retraso mental y físico. Existen dos tipos de cretinismo: neurológico y mixedematoso. En el cretinismo neurológico se observa retardo mental, retardo del crecimiento corporal, rigidez muscular, convulsiones y sordera. El cretinismo mixedematoso (puede observarse en zonas africanas) se caracteriza por enanismo, poco desarrollo mental, mixedema y estrabismo.
- Bocio: la ausencia o disminución de hormonas tiroideas en la sangre conduce a una elevación en los niveles de tirotropina, la cual estimula a la tiroides, causando aumento en la proliferación celular y vascularización, lo que da como resultado un agrandamiento de la glándula o hipertrofia llamada bocio.

### Exceso de yodo
Puede deberse a una alteración inmunológica que conduce a una producción excesiva de hormonas tiroideas, las cuales no permiten el funcionamiento fisiológico de la glándula tiroides, o también por un consumo excesivo de yodo a través de alimentos ricos en yodo como las algas o suplementos dietéticos utilizados para promover la pérdida de peso que son altos en yodo. Los síntomas incluyen: aumento de la tasa metabólica basal, apetito voraz, sed, pérdida de peso, debilidad general, intolerancia al calor, nerviosismo, problemas cardíacos, entre otros.

## Precauciones
El yodo elemental (I2) es tóxico si se toma por vía oral sin diluir. La dosis letal para un ser humano adulto es de 30 mg/kg, que es de aproximadamente 2,1 a 2,4 gramos para un ser humano que pese entre 70 y 80 kg (incluso si los experimentos con ratas demostraron que estos animales podrían sobrevivir después de ingerir una dosis de 14 000 mg/kg). El exceso de yodo puede ser más citotóxico en presencia de deficiencia de selenio. La suplementación con yodo en poblaciones con deficiencia de selenio es, en teoría, problemática, en parte por esta razón. La toxicidad se deriva de sus propiedades oxidantes, a través de las cuales desnaturaliza las proteínas (incluidas las enzimas).
El yodo es corrosivo, es necesario tener cuidado cuando se maneja yodo, pues el contacto directo con la piel puede causar lesiones. El yodo elemental es un irritante de la piel. El contacto directo con la piel puede causar daños y los cristales de yodo sólidos deben manipularse con cuidado. Las soluciones con alta concentración de yodo elemental, como la tintura de yodo y la solución de Lugol, son capaces de causar daño tisular si se utilizan en limpiezas prolongadas o antisepsia. De manera similar, la povidona yodada (comercializada con diversos nombres, como Betadine) líquida atrapada contra la piel provocó quemaduras químicas en algunos casos informados.
El vapor de yodo es muy irritante para los ojos. Al mínimo contacto es necesario dar unas dosis de colirio al ojo afectado. También es peligroso para las membranas mucosas. La concentración de yodo en el aire no debe exceder 1 mg/m³. Cuando es mezclado con amoníaco, puede formar triyoduro de nitrógeno (triyodoamina), el cual es extremadamente sensible y capaz de explosionar inesperadamente.

#### Exposición ocupacional
Las personas pueden estar expuestas al yodo en el lugar de trabajo por inhalación, ingestión, contacto con la piel y contacto con los ojos. La Administración de Salud y Seguridad Ocupacional (OSHA) de los Estados Unidos ha establecido el límite legal (límite de exposición permisible) para la exposición al yodo en el lugar de trabajo en 0,1 ppm (1 mg/m3) durante una jornada laboral de 8 horas. El Instituto Nacional para la Seguridad y Salud Ocupacional (NIOSH) de los Estados Unidos ha establecido un límite de exposición recomendado (REL) de 0,1 ppm (1 mg/m3) durante una jornada laboral de 8 horas. A niveles de 2 ppm, el yodo es calificado como "inmediatamente peligroso para la vida y la salud".

#### Reacciones alérgicas
Algunas personas desarrollan hipersensibilidad a los productos y alimentos que contienen yodo. Las aplicaciones de tintura de yodo o Betadine pueden causar erupciones, a veces graves. El uso parenteral de agentes de contraste a base de yodo (ver arriba) puede causar reacciones que van desde un sarpullido leve hasta anafilaxia fatal. Tales reacciones han llevado a la idea errónea (muy extendida, incluso entre los médicos) de que algunas personas son alérgicas al yodo mismo; incluso las alergias a los mariscos ricos en yodo se han interpretado de esa manera. De hecho, nunca ha habido un informe confirmado de una verdadera alergia al yodo, y una alergia al yodo elemental o a las sales de yoduro simple es teóricamente imposible. Las reacciones de hipersensibilidad a productos y alimentos que contienen yodo aparentemente están relacionadas con sus otros componentes moleculares; por lo tanto, una persona que ha demostrado ser alérgica a un alimento o producto que contiene yodo puede no tener una reacción alérgica a otro. Los pacientes con diversas alergias alimentarias (mariscos, huevo, leche, etc.) no tienen un mayor riesgo de hipersensibilidad a un medio de contraste. Al igual que con todos los medicamentos, se debe cuestionar y consultar el historial de alergias del paciente antes de administrar cualquiera que contenga yodo.

### Estado en la lista I de la DEA de EE. UU.
El fósforo puede reducir el yodo elemental a ácido yodhídrico, que es un reactivo eficaz para reducir la efedrina o la pseudoefedrina a metanfetamina. Por esta razón, el yodo fue designado por la Drug Enforcement Administration de los Estados Unidos como Lista de sustancias químicas de la DEA, la lista I de sustancias químicas precursoras bajo el Código de Regulaciones Federales 21 CFR 1310.02.

## Abundancia y obtención
El yodo se presenta en la corteza terrestre con una concentración de 0,14 ppm, mientras que en el agua de mar su abundancia es de 0,052 ppm.
El yodo se obtiene a partir de los yoduros, I-, presentes en el agua de mar y en algas, o en forma de yodatos, IO3- a partir de los nitratos del salitre (separándolos previamente de estos). El primer método para la separación del yodo del salitre fue descubierto por el ingeniero chileno Pedro Gamboni, en su oficina salitrera Sebastopol, ubicada en la región de Tarapacá, en Chile. En la actualidad, Chile sigue siendo el primer productor mundial de yodo.
- En el caso de partir de yodatos, una parte de estos se reducen a yoduros, y los yoduros obtenidos se hacen reaccionar con el resto de yodatos, obteniéndose yodo:

IO3- + 5I- + 6H+ → 3I2 + 3H2O
- Cuando se parte de yoduros, estos se oxidan con cloro, y el yodo obtenido se separa mediante filtración. Se puede purificar reduciéndolo y haciéndolo oxidarse con cloro.

2I- + Cl2 → I2 + 2Cl-
El yodo se puede preparar haciendo reaccionar yoduro de potasio, KI, con sulfato de cobre, CuSO4.
4I- + CuSO4 → I2 + CuI2 + SO4-
| 1. | Chile        | 20 200 |
| 2. | Japón        | 9100   |
| 3. | Turkmenistán | 600    |
| 4. | Azerbaiyán   | 190    |
| 5. | Indonesia    | 40     |
| 6. | Rusia        | 2      |